# Jairzinho Rozenstruik
Jairzinho Rozenstruik (Paramaribo, 17 de março de 1988) é um kickboxer surinamês e lutador de artes marciais mistas (MMA) que atualmente compete na categoria peso-pesado do UFC. Jairzinho é profissional no MMA desde 2012 e já foi campeão mundial de kickboxing.

## Início
Rozenstruik nasceu e foi criado em Paramaribo, Suriname. Seus pais eram fãs de futebol e o batizaram com o nome do futebolista brasileiro Jairzinho. Rozenstruik jogava futebol e basquete antes de começar o treinamento de kickboxing aos dezessete anos em uma academia local. Depois de competir no kickboxing, ele fez a transição para artes marciais mistas em 2012.

## Carreira no MMA

### UFC
Rozenstruik fez sua estreia no UFC em 2 de Fevereiro de 2019 contra Júnior Albini, substituindo o lesionado Dmitry Sosnovskiy, no UFC Fight Night: Assunção vs. Moraes II. Ele venceu a luta via nocaute técnico no segundo round.
Rozenstruik enfrentou Allen Crowder em 22 de Junho de 2019 no UFC Fight Night: Moicano vs. Korean Zombie. Ele venceu por nocaute com apenas 9 segundos do primeiro round.  Esta luta lhe rendeu o seu primeiro bônus de Performance da Noite.
Rozenstruik enfrentou o ex campeão Peso pesado do UFC Andrei Arlovski em 2 de Novembro de 2019 no UFC 244: Masvidal vs. Diaz. Ele venceu por nocaute em menos de 30 segundos no primeiro round.
Jairzinho Rozenstruik aceitou enfrentar o ex-desafiante ao cinturão dos Pesados do UFC Alistair Overeem com 20 dias de antecedência em 7 de Dezembro de 2019 no UFC on ESPN: Overeem vs. Rozenstruik, substituindo Walt Harris, que se retirou da luta devido a motivos pessoais. Após perder os 4 primeiros rounds em todos os cartéis dos juízes, Rozenstruik acertou um cruzado de direita que derrubou Overeem aos 4:56 do 5º round e venceu por nocaute.

## Vida pessoal
Em Agosto de 2014, Rozenstruik foi detido por oficiais holandeses por suspeita de estar transportando drogas junto com outros 7 surinameses no Aeroporto de Amsterdão que alegavam estar indo a um evento de Kickboxing. Após 14 meses de reclusão, Rozenstruik foi liberado pelas autoridades holandesas pois foi descoberto que apesar dos outros 7 membros do grupo serem culpados, Rozenstruik não tinha participação com o crime. Também foi descoberto que Jairzinho era o único lutador de kickboxing do grupo.

## Cartel no MMA
| Cartel no MMA   |             |            |
| 15 lutas        | 12 vitórias | 3 derrotas |
| Por nocaute     | 11          | 1          |
| Por finalização | 0           | 0          |
| Por decisão     | 1           | 2          |

| Res.    | Cartel | Oponente          | Método                                    | Evento                                           | Data       | Round | Tempo | Local                        | Notas                 |
| ------- | ------ | ----------------- | ----------------------------------------- | ------------------------------------------------ | ---------- | ----- | ----- | ---------------------------- | --------------------- |
| Derrota | 13-5   | Jailton Almeida   | Finalização (mata leão)                   | UFC on ABC: Rozenstruik vs. Almeida              | 13/05/2023 | 1     | 3:43  | Charlotte, Carolina do Norte |                       |
| Vitória | 13-4   | Chris Daukaus     | Nocaute (soco)                            | UFC 282: Błachowicz vs. Ankalaev                 | 10/12/2022 | 1     | 0:23  | Las Vegas, Nevada            | Performance da Noite. |
| Derrota | 12-4   | Alexander Volkov  | Nocaute Técnico (socos)                   | UFC Fight Night: Volkov vs. Rozenstruik          | 04/06/2022 | 1     | 2:12  | Las Vegas, Nevada            |                       |
| Derrota | 12-3   | Curtis Blaydes    | Decisão (unânime)                         | UFC 266: Volkanovski vs. Ortega                  | 25/09/2021 | 3     | 5:00  | Las Vegas, Nevada            |                       |
| Vitória | 12-2   | Augusto Sakai     | Nocaute Técnico (socos)                   | UFC Fight Night: Rozenstruik vs. Sakai           | 05/06/2021 | 1     | 4:59  | Las Vegas, Nevada            |                       |
| Derrota | 11-2   | Ciryl Gane        | Decisão (unânime)                         | UFC Fight Night: Rozenstruik vs. Gane            | 27/02/2021 | 5     | 5:00  | Las Vegas, Nevada            |                       |
| Vitória | 11-1   | Júnior dos Santos | Nocaute Técnico (socos)                   | UFC 252: Miocic vs. Cormier 3                    | 15/08/2020 | 2     | 3:47  | Las Vegas, Nevada            |                       |
| Derrota | 10-1   | Francis Ngannou   | Nocaute (socos)                           | UFC 249: Ferguson vs. Gaethje                    | 09/05/2020 | 1     | 0:20  | Jacksonville, Flórida        |                       |
| Vitória | 10-0   | Alistair Overeem  | Nocaute (soco)                            | UFC on ESPN: Overeem vs. Rozenstruik             | 07/12/2019 | 5     | 4:56  | Washington, D.C              |                       |
| Vitória | 9-0    | Andrei Arlovski   | Nocaute (soco)                            | UFC 244: Masvidal vs. Diaz                       | 02/11/2019 | 1     | 0:29  | New York City, New York      |                       |
| Vitória | 8-0    | Allen Crowder     | Nocaute (socos)                           | UFC Fight Night: Moicano vs. Korean Zombie       | 22/06/2019 | 1     | 0:09  | Greenville, Carolina do Sul  | Performance da Noite. |
| Vitória | 7-0    | Júnior Albini     | Nocaute Técnico (chute na cabeça e socos) | UFC Fight Night: Assunção vs. Moraes II          | 02/02/2019 | 2     | 0:54  | Fortaleza                    | Estreia no UFC.       |
| Vitória | 6-0    | Robert McCarthy   | Nocaute (socos)                           | Team Yvel: Fearless 3                            | 27/12/2018 | 1     | 0:10  | Paramaribo                   |                       |
| Vitória | 5-0    | Andrey Kovalev    | Decisão (dividida)                        | Rizin 10                                         | 06/05/2018 | 3     | 5:00  | Fukuoka, Japão               |                       |
| Vitória | 4-0    | Marvin Aboeli     | Nocaute Técnico (socos)                   | Fighting with the Stars: Bloed, Zweet & Tranen 3 | 22/12/2017 | 1     | N/A   | Paramaribo                   |                       |
| Vitória | 3-0    | Engelbert Berbin  | Nocaute (socos)                           | AIF 1                                            | 28/04/2017 | 1     | N/A   | Oranjestad, Aruba            |                       |
| Vitória | 2-0    | Evgeni Boldyrev   | Nocaute (soco)                            | Draka 11                                         | 24/11/2012 | 1     | 2:05  | Khabarovsk Krai, Rússia      |                       |
| Vitória | 1-0    | Evgeni Boldyrev   | Nocaute (soco)                            | Draka 7                                          | 26/05/2012 | 1     | 2:36  | Vladivostok                  |                       |